# 茹基亚
茹基亚是巴西圣保罗州的一个市镇。总面积820.961平方公里，总人口19585人，人口密度23.9人/平方公里。